# Pas (legitimation)
 For alternative betydninger, se Pas. (Se også artikler, som begynder med Pas)
 "Passport" omdirigeres hertil. For andre betydninger af Passport, se Passport (flertydig).
Et pas, eller et rejsepas, er et dokument til brug for identifikation for internationale rejser. Indehaveren af et pas kan bruge dette til at identificere sig som statsborger i det udstedende land. Et pas indeholder en række oplysninger til brug for at kunne kontrollere at bæreren af passet er den samme som den person, dette er udstedt til.

## Historie
I den senere del af det nittende århundrede og op til Første Verdenskrig, var pas ikke påkrævet for rejser inden for Europa, og at krydse en grænse var en forholdsvis enkel procedure. Derfor var forholdsvis få mennesker i besiddelse af et pas.
Under Første Verdenskrig indførte europæiske regeringer af sikkerhedsmæssige årsager, og for at kontrollere udvandring af mennesker med nyttige færdigheder, krav om pas for at passere grænserne. Paskontrollen forblev på plads efter krigen, og blev standard, på trods af at det var en kontroversiel procedure. Britiske turister klagede i 1920'erne, især over vedhæftede fotografier og fysiske beskrivelser, som de anså førte til en "grim umenneskeliggørelse".
I lidt ældre pas er der typisk angivet ting, som man ikke finder nødvendige længere. Blandt disse kan der være følgende:
- Beskrivelse af visse fysiske træk, etnicitet, øjenfarve, hårfarve m.fl..

I dag har man normalt følgende oplysninger (i denne rækkefølge):
- Type, her vil der typisk stå P for 'Pas'.[2]
- Kode, angiver nationalitet. DNK står her for 'Danmark'.
- Pasnummer, typisk på 9 cifre.
- Efternavn.
- Fornavn.
- Nationalitet.
- Højde.
- Fødselsdato.
- Personnummer.
- Køn ('M' for mand eller 'F' for kvinde).
- Føderegistreringssted.
- Udstedelsesdato.
- Udløbsdato.
- Myndighed (i Danmark den kommune, der har udstedt passet).
- Indehaverens underskrift.

Derudover er alle nye danske pas udstedt efter den 1. august 2006 udstedt med en RFID-chip, der indeholder biometriske oplysninger. Denne indeholder typisk alle oplysningerne på passet, indehaverens fingeraftryk, og en digital signatur af oplysningerne.

## Danske pas
Danske pas har haft en række forskellige udformninger gennem tiden. De tidligste danske pas var store dokumenter, fornemt udstyret med det store rigsvåben omgivet af våbentelt og vildmænd, som måtte foldes omhyggeligt for at kunne medbringes på rejser, men på Folkeforbundets paskonference i Paris i 1920 enedes man om at gøre pasdokumenter mere ensartede, bl.a. ved at udforme dem som små hæfter, i Danmark på 36 sider og med gråmeleret omslag.
Det store rigsvåben blev efterhånden afløst af et mindre rigsvåben (uden telt) og til sidst af det nuværende statsvåben omkring 1960, hvor man også gik over til at vandmærke passets sider med våbenet, medens omslaget blev gjort "politigrønt", svarende til det daværende kørekort.
I 1973 blev Danmark medlem af Det Europæiske Fællesskab, der i start-firserne vedtog fælles regler for medlemslandenes pas, og i næste udgave af passet fra 1980'erne stod der derfor "Det Europæiske Fællesskab" øverst på passets forside, og omslaget fik den karakteristiske "rødbedefarve". I samme ombæring blev statsvåbenet som vandmærke afløst af Holger Danske på passets nummererede sider (men ikke på indersiden af omslaget).
Den seneste version af det danske pas stammer fra 1997, hvor forsideteksten "Det Europæiske Fællesskab" blev erstattet af "Den Europæiske Union", som var blevet oprettet ved Maastrichttraktaten i 1993. I denne version blev statsvåbenet på passets første side erstattet af Kristusfiguren fra Den store Jellingsten, ligesom vandmærket på passets øvrige sider også blev erstattet med motiver herfra. De nyeste biometriske pas med digitale fotos, fingeraftryk og underskrift blev indført i Danmark den 1. januar 2012.

### Andre pas
- Fremmedpas, til udlændinge
- Tjenestepas, til statsansatte og medlemmer af Folketinget